# جروم پالاتسی
جروم پالاتسی (انگلیسی: Jérôme Palatsi؛ زادهٔ ۱۰ دسامبر ۱۹۶۹) بازیکن فوتبال اهل فرانسه است.
از باشگاه‌هایی که در آن بازی کرده‌است می‌توان به باشگاه فوتبال موریرنز، باشگاه فوتبال پنافیل، باشگاه فوتبال ویتوریا گیماریش، باشگاه ورزشی مون‌پلیه، و باشگاه فوتبال بیرامار اشاره کرد.